# Duolandrevus sonorus
Duolandrevus sonorus är en insektsart som först beskrevs av Andrej Vasiljevitj Gorochov 1988.  Duolandrevus sonorus ingår i släktet Duolandrevus och familjen syrsor. Inga underarter finns listade i Catalogue of Life.